# Amblyeleotris
Amblyeleotris − rodzaj ryb z rodziny babkowatych.

## Klasyfikacja
Gatunki zaliczane do tego rodzaju:
| - Amblyeleotris arcupinna - Amblyeleotris aurora - Amblyeleotris bellicauda - Amblyeleotris biguttata - Amblyeleotris bleekeri - Amblyeleotris callopareia - Amblyeleotris cephalotaenius - Amblyeleotris delicatulus - Amblyeleotris diagonalis - Amblyeleotris downingi - Amblyeleotris ellipse - Amblyeleotris fasciata - Amblyeleotris fontanesii - Amblyeleotris guttata - Amblyeleotris gymnocephala - Amblyeleotris harrisorum - Amblyeleotris japonica - Amblyeleotris latifasciata - Amblyeleotris macronema | - Amblyeleotris marquesas - Amblyeleotris masuii - Amblyeleotris melanocephala - Amblyeleotris morishitai - Amblyeleotris neglecta - Amblyeleotris neumanni - Amblyeleotris novaecaledoniae - Amblyeleotris ogasawarensis - Amblyeleotris periophthalma - Amblyeleotris randalli - Amblyeleotris rhyax - Amblyeleotris rubrimarginata - Amblyeleotris steinitzi - Amblyeleotris stenotaeniata - Amblyeleotris sungami - Amblyeleotris taipinensis - Amblyeleotris triguttata - Amblyeleotris wheeleri - Amblyeleotris yanoi |

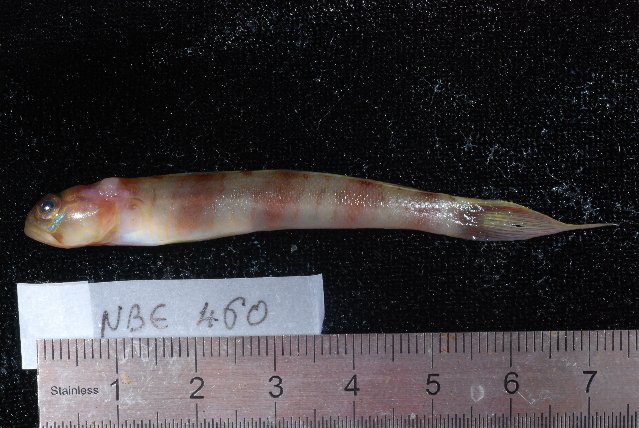
Amblyeleotris diagonalis
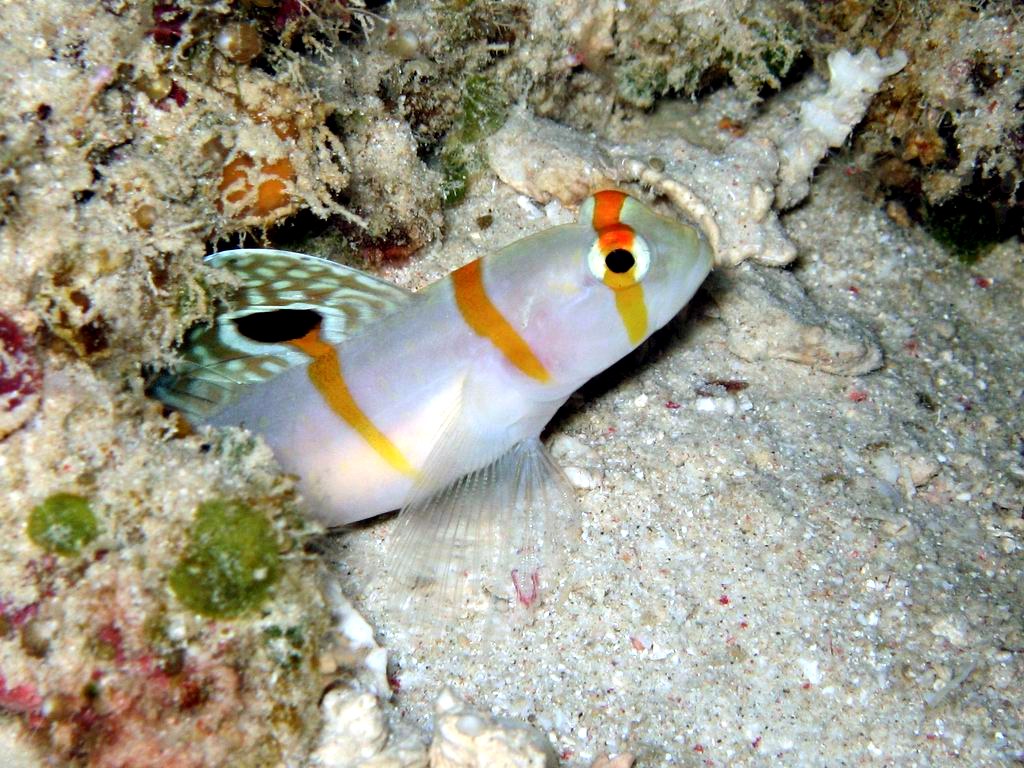
Amblyeleotris randalli
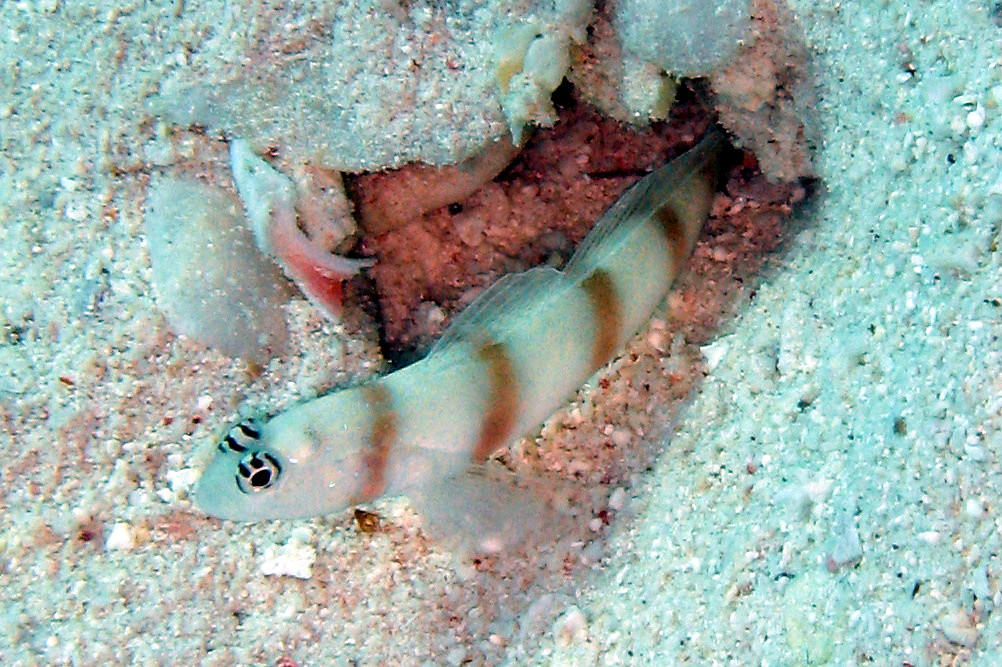
Amblyeleotris steinitzi
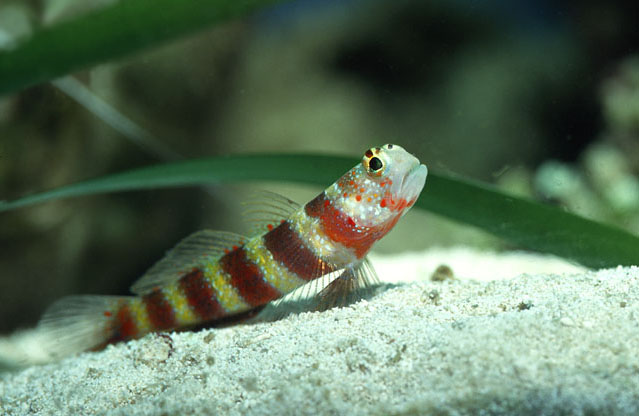
Amblyeleotris wheeleri
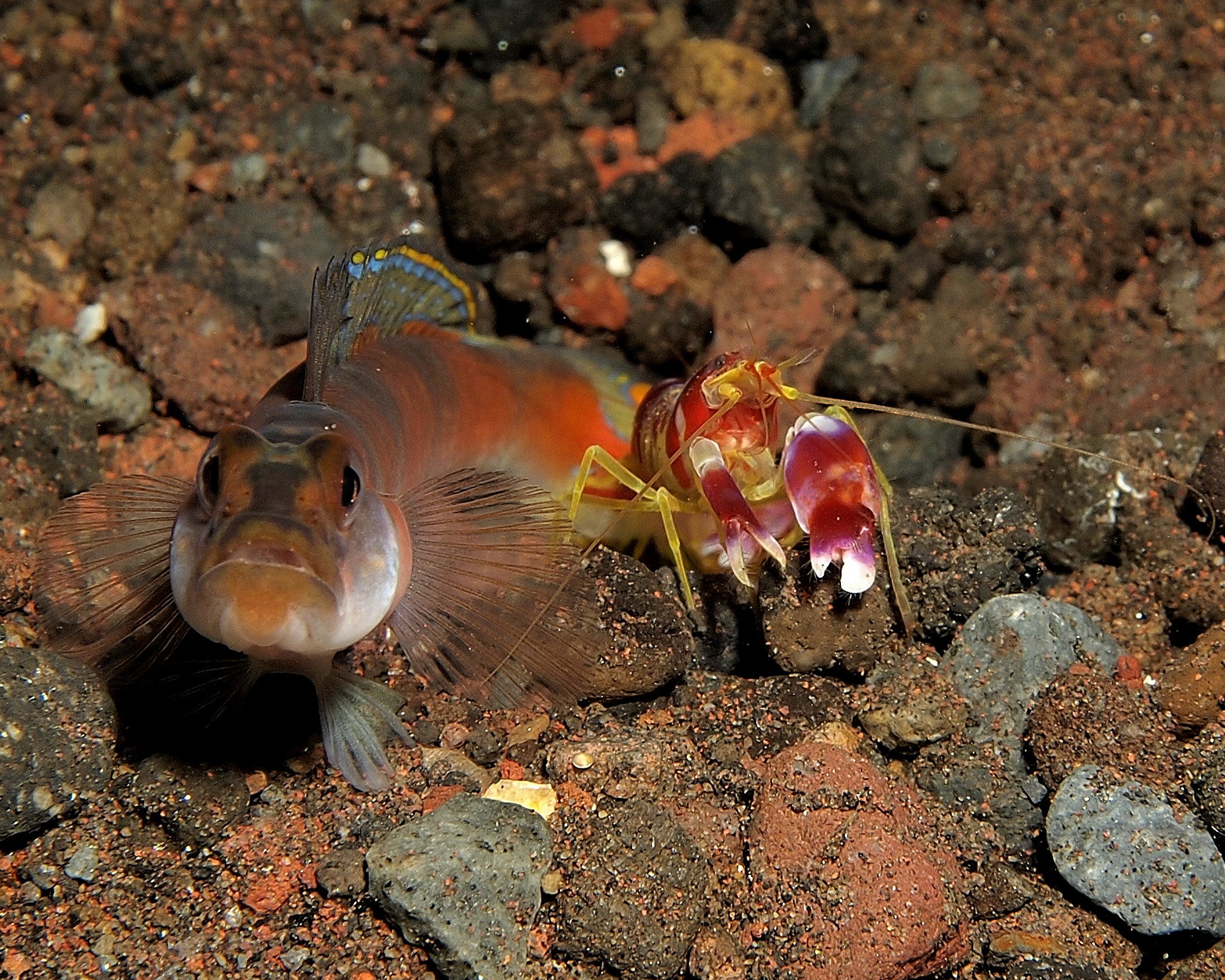
Amblyeleotris yanoi